# Maurizio Ferraris
Maurizio Ferraris (Torino, 7 febbraio 1956) è un filosofo e accademico italiano.
Dal 1995 è professore ordinario di filosofia teoretica presso la Facoltà di Lettere e Filosofia (dal 2012 "Dipartimento di Filosofia e Scienze dell'Educazione") dell'Università degli Studi di Torino. Presso l'ateneo torinese ha contribuito alla nascita del LabOnt (Laboratorio di Ontologia; dal 2018 Centro interdipartimentale di ontologia) di cui è stato Direttore dal 1999 al 2015 e di cui è Presidente dal 2016. Ha altresì contribuito a fondare Scienza Nuova, l'istituto di studi avanzati che unisce Università e Politecnico di Torino, di cui è presidente. Ha studiato a Torino, Parigi (prendendo un diploma d'études approfondies con Jacques Derrida alla Ecole des Hautes Etudes en Sciences Sociales), all'Università di Heidelberg e insegnato in importanti università europee. Dirige la Rivista di Estetica ed è nel comitato direttivo di Critique, del Círculo Hermenéutico editorial e di aut aut. Dal 1989 al 2010 ha collaborato al supplemento culturale de Il Sole 24 Ore e de la Repubblica. Dal 2022 collabora con il Corriere della sera. È inoltre editorialista per la Neue Zürcher Zeitung. Dopo aver scritto e condotto Zettel - Filosofia in movimento per Rai Cultura, dal 2015 conduce Lo Stato dell'Arte su Rai 5, dedicato all'approfondimento di temi d'attualità, politica e cultura.
In ambito teorico, ha legato il suo nome al rilancio dell'estetica come teoria della sensibilità, a un'ontologia sociale intesa come ontologia dei documenti (documentalità) e a un superamento del postmodernismo attraverso la proposta di un nuovo realismo. Ha scritto Henning Klüver, nella Süddeutsche Zeitung del 3 gennaio 2014:
( Henning Klüver, Ich bin, also denke ich (PDF), in Süddeutsche Zeitung, traduzione italiana di Simone Maestrone, 3 gennaio 2014. URL consultato il 10 ottobre 2015.)
Nel 2005 ha scritto il primo libro filosofico al mondo sul telefono cellulare, Dove sei? Ontologia del telefonino. Il libro è stato oggetto della prima prova di maturità nel 2015. La sua filosofia si è quindi anche rivolta alla definizione di una antropologia tecnologia e a una filosofia dell'economia, attraverso la proposta di un Webfare, ovvero un welfare ottenibile tramite il web.

## Biografia
Ferraris si laurea in Filosofia a Torino nel 1979, sotto la guida di Gianni Vattimo. Nei primi anni la sua attività si divide tra insegnamento, ricerca e giornalismo culturale. Dal 1979 al 1988 è redattore, poi condirettore, di Alfabeta, il cui comitato direttivo comprende, tra gli altri, Antonio Porta, Nanni Balestrini, Maria Corti, Umberto Eco, Francesco Leonetti, Pier Aldo Rovatti e Paolo Volponi.
All'inizio degli anni ottanta inizia il suo rapporto con Jacques Derrida, che segna profondamente la sua formazione. Sul piano accademico, dopo due anni di insegnamento a Macerata. (1982-83), nel 1984 inizia a insegnare a Trieste, inframmezzando l'attività didattica con una serie di soggiorni a Heidelberg dove, a contatto con Hans-Georg Gadamer, intraprende studi di ermeneutica. Nel 1995 Ferraris viene chiamato a Torino, come professore ordinario di Estetica. Passerà all'insegnamento di Filosofia Teoretica nel 1999. Direttore di programma (cioè insegnante) al Collège international de philosophie dal 1998 al 2004, nel 1999 fonda il Laboratorio di Ontologia (LabOnt) e il Centro interuniversitario di Ontologia Teorica e Applicata (CTAO).

## Pensiero

### L'ermeneutica
I primi interessi di Ferraris si rivolgono alla filosofia post-strutturalista francese, con autori come Jean-François Lyotard, Michel Foucault, Jacques Lacan, Gilles Deleuze. Un ruolo particolare nella formazione del pensiero del filosofo italiano è stato rivestito indubbiamente da Jacques Derrida, con cui Ferraris intrattiene un rapporto di ricerca, e poi di amicizia, a partire dal 1981. Sono testimonianza di questa fase del suo pensiero le opere: Differenze (1981), Tracce (1983) e La svolta testuale (1984). Specificamente a Derrida, Ferraris ha dedicato: Postille a Derrida (1990), Honoris causa a Derrida (1998), Introduzione a Derrida (2003), Il gusto del segreto (1997) e, infine, Jackie Derrida. Ritratto a memoria (2006). Lavorando invece a contatto con Gadamer, a partire dai primi anni Ottanta Ferraris si rivolge all'ermeneutica, scrivendo: Aspetti dell'ermeneutica del Novecento (1986), Ermeneutica di Proust (1987), Nietzsche e la filosofia del Novecento (1989) e soprattutto Storia dell'ermeneutica (1988).

### La svolta
Alla fine degli anni ottanta Ferraris sviluppa un'articolata critica alla tradizione heideggeriana e gadameriana (si veda in particolare Cronistoria di una svolta, del 1990, postfazione alla conferenza di Heidegger La svolta), che fa valere, in particolare, l'apporto del post-strutturalismo come contestazione del retaggio romantico e idealistico che condiziona tale tradizione. La conclusione di questo percorso critico sfocia nella riconsiderazione del rapporto tra lo spirito e la lettera e in un ribaltamento della loro contrapposizione tradizionale. Spesso i filosofi e gli uomini comuni disprezzano la lettera – le norme e i vincoli che sono istituiti attraverso documenti e iscrizioni di vario genere – anteponendole lo spirito – il pensiero e la volontà – e riconoscendo la libera creatività del secondo rispetto alla prima. Per Ferraris è la lettera a precedere e fondare lo spirito. Si consuma così il passaggio alla seconda fase del pensiero del filosofo italiano.

### Il realismo e l'ontologia critica
Ferraris abbandona il relativismo ermeneutico e la decostruzione di Derrida per abbracciare una forma di oggettivismo realistico secondo cui l'«oggettività e realtà, considerate dall'ermeneutica radicale come principi di violenza e di sopraffazione, sono di fatto - e proprio in conseguenza della contrapposizione tra spirito e lettera di cui si è detto - la sola tutela nei confronti dell'arbitrio». Questo principio, valido in ambito morale, ha nel riconoscimento di una sfera di realtà indipendente dalle interpretazioni il suo fondamento teorico (si veda, in particolare, L'ermeneutica del 1998). Il mondo esterno, riconosciuto come inemendabile, e il rapporto tra schemi concettuali ed esperienza sensibile (l'estetica, riportata al suo significato etimologico di “scienza della percezione sensibile”, acquisisce una rilevanza primaria – si vedano, in particolare, Analogon rationis (1994), Estetica (1996, con altri autori), L'immaginazione (1996), Experimentelle Ästhetik (2001) ed Estetica razionale (1997)) sono i temi dominanti della seconda fase del pensiero ferrarisiano, che rilegge Kant attraverso la fisica ingenua del percettologo triestino Paolo Bozzi (Il mondo esterno (2001) e Goodbye Kant! (2004)).
La “ontologia critica” ferrarisiana riconosce il mondo della vita quotidiana come largamente impenetrabile rispetto agli schemi concettuali. Il mancato riconoscimento di questo principio risale alla confusione tra ontologia (la sfera dell'essere) ed epistemologia (la sfera del sapere), di cui Ferraris articola una tematizzazione critica fondata sul carattere di inemendabilità che è proprio dell'essere rispetto al sapere (si vedano in particolare: Ontologia (2003) e Storia dell'ontologia (2008, con altri autori). La sua riflessione sul realismo sfocia, nel 2011, nell'elaborazione del Manifesto del New Realism.

### Dall'ontologia sociale alla Documentalità
L'esito naturale dell'ontologia critica è il riconoscimento – accanto al mondo inemendabile – di un dominio di oggetti in cui la filosofia trascendentale kantiana trova la sua adeguata applicazione: gli oggetti sociali. Questa nuova fase del suo pensiero si apre idealmente con la pubblicazione di Dove sei? Ontologia del telefonino (2005) e prosegue con Babbo Natale, Gesù adulto (2006), Sans Papier (2007), La fidanzata automatica (2007), Il tunnel delle multe (2008). La tesi di fondo è che la distinzione tra ontologia ed epistemologia, unita al riconoscimento dell'autonomia ontologica della sfera degli oggetti sociali (regolata dalla legge costitutiva “oggetto = atto iscritto”), consente di correggere la tesi derridiana secondo cui "nulla esiste al di fuori del testo" (letteralmente, e asemanticamente, “non c'è fuori testo”) per teorizzare, contro Searle, che “niente di sociale esiste fuori del testo”.
Si approda così alla fase più matura del pensiero di Ferraris, esposta compiutamente e sistematizzata in quella che può essere considerata la sua summa, Documentalità. Perché è necessario lasciar tracce (2009). In seguito la sua bibliografia si arricchisce di piccole ma significative metafisiche dei costumi artistici e scritturali - finanche ultratecnologici - con Piangere e ridere davvero (2010) e Filosofia per dame (2011), vere e proprie grammatologies, insomma, ma ri-viste, e robustamente visionarie, oltre che re-visionate, come del resto tutti gli articoli di intervento culturale (si cfr. esemplarmente quelli per Alfabeta e Alfabeta2).

### Nuovo Realismo e critiche
La svolta realista compiuta da Maurizio Ferraris a partire dalla formulazione dell'estetica non come filosofia dell'arte, ma come ontologia della percezione e dell'esperienza sensibile (Estetica razionale 1997, nuova edizione 2011), trova un'ulteriore declinazione nel Manifesto del nuovo realismo (2012).
Il Nuovo realismo, i cui principi sono anticipati da Ferraris in un articolo uscito su Repubblica l'8 agosto 2011 e che avvia un imponente dibattito, è in primo luogo un consuntivo di alcuni fenomeni storici, culturali, politici (l'analisi del postmoderno sino al suo deteriorarsi in populismo mediatico); da queste considerazioni consegue la messa in chiaro degli esiti prodotti dalle derive del postmoderno nel pensiero contemporaneo (l'interpretazione dei realismi filosofici e delle “teorie della verità” che si sviluppano a partire dalla fine del secolo scorso come reazione a una devianza del rapporto tra individuo e realtà); da questo scaturisce la proposta di un antidoto alla degenerazione dell'ideologia postmodernista, alla prassi degradata e mendace della relazione con il mondo che questa ha indotto: il Nuovo Realismo si identifica infatti nell'azione sinergica di tre parole-chiave, Ontologia, Critica, Illuminismo. 
Il Nuovo Realismo è stato oggetto di discussioni e convegni nazionali e internazionali e ha sollecitato una serie di pubblicazioni che implicano il concetto di realtà come paradigma anche in ambiti extrafilosofici.
In effetti, il dibattito sul nuovo realismo, per quantità di contributi e media implicati, non ha equivalenti nella storia culturale recente, tanto da essere stato assunto 'case study' per analisi di sociologia della comunicazione e linguistica. In campo internazionale, il Manifesto del nuovo realismo ha già avuto due traduzioni (cilena e spagnola, quest'ultima accresciuta con un nuovo saggio di Ferraris e accompagnata da ampia introduzione di Francisco José Martín anticipata sulla Revista de Occidente) seguite dall'uscita delle traduzioni inglese (Suny Press), tedesca (Klostermann), francese (Hermann), svedese (Daidalos) e dalla recente traduzione cinese (BIT Press). Sempre sul piano internazionale, il nuovo realismo è stato discusso dalla Frankfurter Allgemeine Zeitung, dalla Neue Zürcher Zeitung e dalla Süddeutsche Zeitung e si annuncia un fascicolo monografico del "Monist".
Inoltre, il tema è rielaborato sia in Warum es die Welt nicht gibt di Markus Gabriel (Berlin, Ullstein Verlag 2013), sia nel Manifiesto del nuevo realismo analógico (Buenos Aires, Círculo Herméneutico 2013) di Mauricio Beuchot (México-UNAM) e José Luis Jerez (Argentina-UNCo). Per ciò che riguarda l'Italia, il nuovo realismo ha sollecitato una serie di pubblicazioni che ne discutono le tesi, a cominciare da Della realtà: fini della filosofia, Milano, Garzanti 2011 di Gianni Vattimo e Inattualità del pensiero debole, Udine, Forum, 2011 di Pier Aldo Rovatti sino a Il senso dell'esistenza. Per un nuovo realismo ontologico, Roma, Carocci, 2012, di Markus Gabriel, Bentornata Realtà. Il nuovo realismo in discussione (a cura di M. De Caro e M. Ferraris), Torino, Einaudi, 2012 e a Sociologia e nuovo realismo, Milano-Udine, Mimesis, 2013 di Luca Martignani (che fa parte della collana “Nuovo Realismo” diretta da Ferraris e De Caro, che conta numerose pubblicazioni).
Al Nuovo Realismo di Ferraris hanno aderito sia filosofi di formazione analitica, come Mario De Caro (cfr. Bentornata Realtà, a c. di De Caro e Ferraris, 2012), sia filosofi di formazione continentale, come Mauricio Beuchot (Manifesto del realismo analogico, 2013), Luca Taddio (Verso un nuovo realismo, 2014), e Markus Gabriel (Campi di senso. Un'ontologia neorealista, 2014), che ha raccolto il sostegno di pensatori come Umberto Eco, Hilary Putnam e John Searle, e che si incrocia con altri movimenti realisti sorti in modo indipendente ma rispondendo a esigenze affini, come il “realismo speculativo” del filosofo francese Quentin Meillassoux e del filosofo statunitense Graham Harman. Per il nuovo realismo, il fatto che sia sempre più evidente che la scienza non è sistematicamente la misura ultima della verità e della realtà non comporta che si debba dire addio alla realtà, alla verità o alla oggettività, come aveva concluso molta filosofia del secolo scorso.
Significa piuttosto che anche la filosofia, così come la giurisprudenza, la linguistica o la storia, ha qualcosa di importante e di vero da dirci a proposito del mondo. In questo quadro, il nuovo realismo si presenta anzitutto come un realismo negativo: la resistenza che il mondo esterno oppone ai nostri schemi concettuali non va considerata come uno scacco, ma come una risorsa, come una prova dell'esistenza di un mondo solido e indipendente. Se le cose stanno in questi termini, però, il realismo negativo si trasforma in un realismo positivo (Cfr. M. Ferraris, Realismo Positivo, Rosenber e Sellier 2013): nella sua resistenza la realtà non costituisce soltanto un limite, ma offre anche delle possibilità e delle risorse, il che spiega come, nel mondo naturale, forme di vita differenti possano interagire nello stesso ambiente senza condividere alcuno schema concettuale; e come, nel mondo sociale, le intenzioni e i comportamenti umani siano resi possibili da una realtà che è anzitutto data, e che solo in un secondo momento potrà essere interpretata e, se necessario, trasformata. Esauritasi la stagione del postmoderno, il nuovo realismo ha intercettato un diffuso bisogno di rinnovamento in ambiti extradisciplinari come l'architettura, la letteratura, la pedagogia, la medicina.
L'ultima corrente filosofica inaugurata da Maurizio Ferraris ha provocato resistenze e critiche da parte dei sostenitori del postmodernismo e del pensiero debole.

### Documentalità, Documanità, Webfare
Negli ultimi anni, Ferraris ha rivolto la sua attenzione alle trasformazioni dovute a quella che chiama “rivoluzione documediale”, ovvero la trasformazione sociale, antropologica e tecnologica che ha rivelato la centralità dei documenti, soprattutto grazie alla diffusione del web. Nel digitale, infatti, diversamente che nell’analogico, le informazioni sono prima trascritte e poi trasmesse e, anche per questo motivo, lasciano moltissime tracce. La loro grande diffusione è dovuta anche al cambiamento della relazione tra chi produce e chi usufruisce del contenuto mediatico: se nei media classici (come la radio o la televisione) abbiamo un rapporto uno a molti, nel web la relazione è molti-molti.
Queste riflessioni hanno condotto Ferraris a elaborare ulteriormente la sua teoria della documentalità che sfocia in Documanità. Filosofia del mondo nuovo (2021). Qui Ferraris elabora l’idea del web come il più grande apparato di registrazione che ci sia e si sofferma sulle implicazioni che questo riconoscimento ha e dovrebbe avere, come la trasformazione dell'essere umano e del lavoro. Il primo passa da essere caratterizzato come homo sapiens a essere definito homo valens, ovvero che produce valore. La produzione di questo valore, tramite i cosiddetti big data, dovrebbe essere riconosciuta come una forma di lavoro e portare a una redistribuzione degli utili, grazie a un sistema di welfare che, perché basato sul web, Ferraris chiama Webfare. Questo ci consentirebbe di migliorare le nostre condizioni economico-sociali e di porre attenzione ad ambiti chiave dello sviluppo umano come l’educazione.

## Premi
- 1990 Premio filosofico "Claretta"
- 2005 Premio filosofico "Valitutti"

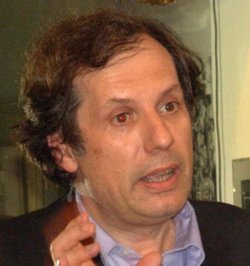
Foto del 2007

- 2006 Premio filosofico "Castiglioncello"
- 2007 Premio "Ringrose", Università di Berkeley
- 2008 Premio filosofico "Viaggio a Siracusa"
- 2012 Premio filosofico "Capalbio"
- 2017 Premio "Humboldt Forschung", Università di Monaco
- 2018 Premio filosofico "Elio Matassi"
- 2018 “Altiero Spinelli” Prize for Outreach UE Commission
- 2021 “Erca d’argento”, Nizza Monferrato
- 2022 "Udine filosofia", Udine
- 2022 “Miladin Životić” Annual Award for Critical Engagement, Beograd
- 2024  “Costa Smeralda”, per Imparare a vivere
- 2024, Premio nazionale “Gentile da Fabriano”

## Opere
- 1981 Differenze. La filosofia francese dopo lo strutturalismo, Milano: Multhipla, pp. 228, seconda edizione, 2007 Milano: Edizioni Albo Versorio, pp. 158
- 1983 Tracce. Nichilismo moderno postmoderno, Milano: Multhipla, pp. 174; seconda edizione, Milano: Mimesis, 2006, pp. 173
- 1984 La svolta testuale. Il decostruzionismo in Derrida, Lyotard, gli “Yale Critics”, Pavia: Cluep, pp. 145; seconda edizione, 1986 Milano: Unicopli
  - (es) parziale in M. Asensi (a cura di),Teoría literaria y deconstrucción, Madrid: Arco / Libros, 1990
- 1986 Aspetti dell'ermeneutica del Novecento, in Il pensiero ermeneutico. Testi e materiali, Genova: Marietti, pp. 209-277
- 1987 Ermeneutica di Proust, Milano: Guerini e associati, pp. 124
- 1988 Storia dell'ermeneutica, Milano: Bompiani, nona edizione 2008, pp. 528
  - (en) History of Hermeneutics, New Jersey: Humanities Press, 1996
  - (es) Historia de la Hermenéutica, Madrid: Akal, 2001
  - (es) Historia de la Hermenéutica, Città del Messico: Siglo, pp. XXI, 2002
- 1989 Nietzsche e la filosofia del Novecento, Milano: Bompiani; seconda edizione 1999, pp. 170
- 1990 Cronistoria di una svolta, in Martin Heidegger, La svolta, Genova: il Melangolo (traduzione e conclusione, pp. 35–115)
- 1990 Postille a Derrida, Torino: Rosenberg & Sellier, pp. 308
- 1991 La filosofia e lo spirito vivente, Roma-Bari: Laterza, pp. 280
- 1992 Mimica. Lutto e autobiografia da Agostino a Heidegger, Milano: Bompiani, pp. 150
  - (es) Luto y Autobiografía, Città del Messico: Taurus, 2000
- 1992 Storia della volontà di potenza, in Friedrich Nietzsche, La volontà di potenza, Milano: Bompiani, pp. 563–688
- 1994 Analogon rationis, Milano: Pratica filosofica, pp. 150
- 1995 Interpretazione ed emancipazione. Studi in onore di Gianni Vattimo (con altri), Milano: Raffaello Cortina, pp. 446
- 1996 L'immaginazione, Bologna: il Mulino, pp. 157
  - (es) La Imaginación, tr. di F. Campillo Garcia, Madrid: Visor, 1998
  - (tr) İmgelem, tr. di Firat Genç, Ankara: Dost, 2008, pp. 143
- 1996 Estetica, (con altri autori), Torino: Utet, pp. 114
- 1997 Il gusto del segreto, con Jacques Derrida, Roma-Bari: Laterza, pp. 181
  - (en) A Taste for the Secret, Londra: Blackwell, 2001
  - (pt) O Gosto do Segredo, Lisbona: Fim de Século, 2006
  - (es) El gusto del secreto, Buenos Aires-Madrid: Amorrortu editores, 2009, pp. 256
  - (fr) Le goûte du secret, Paris: Hermann, 2017
- 1997 Estetica razionale, Milano: Raffaello Cortina, pp. 648
- 1998 Honoris causa a Derrida, Torino: Rosenberg & Sellier, pp. 106
- 1998 L'ermeneutica, Roma-Bari: Laterza, pp. 130, seconda edizione 2003
  - (es) La hermenéutica, Città del Messico: Taurus Mexicana, 2000, pp. 187
  - (es) La Hermenéutica, tr. di by Lázaro Sanz, Madrid: Ediciones Cristiandad, 2004, pp. 182
- 1999 Nietzsche, (con altri autori),Roma-Bari: Laterza, pp. 422, seconda edizione 2004
- 2000 Nietzsche y el nihilismo, Madrid: Akal, pp. 87
- 2001 Una Ikea di università, Milano: Raffaello Cortina, pp. 117
- 2001 Experimentelle Ästhetik, Vienna: Turia und Kant, pp. 170
- 2001 Il mondo esterno, Milano: Bompiani, pp. 210
- 2001 L'altra estetica, (con altri autori), Torino: Einaudi, pp. 351
- 2003 Introduzione a Derrida, Roma-Bari: Laterza, pp. 161, seconda edizione 2004
  - (es) Introducción a Derrida, Buenos Aires-Madrid: Amorrortu editores, 2006, pp. 186
- 2003 Ontologia, Napoli: Guida, pp. 168
- 2004 Goodbye Kant!, Milano: Bompiani, pp. 154, quinta edizione 2006
  - (es) Goodbye, Kant! Qué queda hoy de la «Critica de la razón pura», Madrid: Losada, 2007, pp. 205
  - (fr) Goodbye, Kant! Ce qu'il reste aujourd'hui de la «Critique de la raison pure», tr. di Jean-Pierre Cometti, con una pref. di Pascal Engel, Parigi: Editions de l'éclat, 2009, pp. 176
  - (sr) Goodbye Kant! Šta ostaje danas od Kritike čistog uma, tr. di Ivo Kara-Pešić, Belgrado: Paideia, 2010
  - (en) Goodbye, Kant!, New York: Suny, 2013, pp. 146
- 2005 Dove sei? Ontologia del telefonino, Milano: Bompiani, pp. 294, seconda edizione 2006, terza edizione 2010 con prefaz. di Umberto Eco
  - (fr) T'es où? Ontologie du téléphone mobile, tr. di Pierre-Emmanuel Dauzat, Parigi: Albin Michel, 2006, pp. 312
  - nuova edizione in Letture di filosofia, introduzione di Umberto Eco, Milano: Il Sole 24 ore, 2007, pp. 350
  - (es) ¿Dónde estás? Ontología del teléfono móvil, tr. di Carmen Revilla Guzmán, Barcelona: Marbot, 2008, pp. 320
  - (ro) Alo? Unde eşti? Mic tratat despre telefonul mobil, tr. di Teodora Pavel, Bucarest: RAO, 2008, pp. 336
  - (hu) Hol vagy? A mobiltelefon ontológiája, tr. di Judit Gál, Budapest: Európa, 2008, pp. 448
  - (en) Where are you? An Ontology of the Cell Phone, New York: Fordham UP, pp. 248
  - (sr) Gde si? Ontologija mobilnog telefona, tr. di Ivo Kara-Pešić, Belgrado: Fedon, 2011 pp. 448
- 2006 Babbo Natale, Gesù adulto. In cosa crede chi crede?, Milano: Bompiani, pp. 151
- 2006 Jackie Derrida. Ritratto a memoria, Torino: Bollati Boringhieri, pp. 120
  - (es) Jackie Derrida. Retrato de memoria, Bogotá: Siglo del Hombre, 2007, pp. 91
- 2007 Sans papier. Ontologia dell'attualità, Castelvecchi: Roma, pp. 233
- 2007 La fidanzata automatica, Milano: Bompiani, pp. 204
- 2008 Il tunnel delle multe. Ontologia degli oggetti quotidiani, Torino: Einaudi, pp. 284
- 2008 Storia dell'ontologia (con altri), Milano: Bompiani, pp. 826
- 2009 Una Ikea di università. Alla prova dei fatti, nuova edizione, Milano: Raffaello Cortina, pp. 161
- 2009 Piangere e ridere davvero. Feuilleton, Genova: Il melangolo, pp. 100
- 2009 Documentalità. Perché è necessario lasciar tracce, Roma-Bari: Laterza, pp. XV-429, seconda edizione 2010
  - (en) Documentality: Why It Is Necessary to Leave Traces, Oxford USA: Oxford University Press, 2012
- 2010 Ricostruire la decostruzione. Cinque saggi a partire da Jacques Derrida, Milano: Bompiani, pp. 120
- 2011 Filosofia per dame, Parma: Guanda, pp. 202
- 2011 Anima e iPad, Parma: Guanda, pp. 185, seconda edizione 2011
  - (fr) Âme et iPad, Montréal: coll. Parcours Numériques, Les Presses de l'Université de Montréal, 2014, pp. 216 (anche in open access[9])
  - (de) Die Seele - ein i-Pad?, Basel: Schwabe, 2014, pp. 194
- 2012 Manifesto del nuovo realismo, Roma-Bari: Laterza, pp. 113
  - (ch) Manifiesto del Nuevo Realismo por Maurizio Ferraris, Ariadna, 2012, pp. 134
  - (es) Manifiesto del Nuevo Realismo, Madrid: Actas, 2013, pp. 134
  - (fr) Manifeste du nouveau réalisme, Paris: Hermann, 2014, pp. 122
  - (en) Manifesto of New Realism, New York: Suny, 2014, pp. 124
  - (de) Manifest des neuen Realismus, Frankfurt/M: Klosterman, 2014, pp. 90
  - (se) Manifest for en nyrealism, Stockholm: Daidalos, 2014, pp. 146
- 2012 Bentornata Realtà. Il nuovo realismo in discussione (a cura di), con Mario De Caro, Torino: Einaudi, pp. XI 230
- 2012 Lasciar tracce: documentalità e architettura, a cura di F. Visconti e R. Capozzi, Milano: Mimesis, pp. 96
- 2013 Filosofia Globalizzata, con Leonardo Caffo, Milano: Mimesis, pp. 104
- 2013 From Fictionalism to Realism (a cura di), con C. Barbero, A. Voltolini, Newcastle: Cambridge Scholars Publishing, pp. 160
- 2013 Realismo Positivo, Torino: Rosenberg & Sellier, pp. 120
  - (en) Positive Realism, London: Zer0 Books, 2015
- 2014 Spettri di Nietzsche, Guanda: Parma, pp. 272
  - (de) Nietzsches Gespenster, Frankfurt/M: Klosterman, 2016, pp. 252
- 2014 Introduction to New Realism, London: Bloomsbury, pp. 168
  - (es) Introducción al Nuevo Realismo, Neuquén, Argentina: Circulo Hermenéutico, 2014, pp. 117
- 2015 Mobilitazione Totale, Roma-Bari: Laterza, pp. 120
  - (fr) Mobilitation totale. L'appelle du portable, Paris: Presses Universitaire de France, 2016, pp.152
  - (es) Movilización total, Barcelona: Herder, 2017, pp. 152
- 2016 I modi dell'amicizia, con Achille Varzi, Napoli-Salerno: Orthothes, pp. 60
- 2016 Emergenza, Torino: Einaudi, pp. 128
- 2016 L'imbecillità è una cosa seria, Bologna: il Mulino, pp. 132
- 2017 Filosofia teoretica, con Enrico Terrone, Bologna: il Mulino, pp. 333
- 2017 Postverità e altri enigmi, Bologna: il Mulino, pp. 181
- 2018 Il denaro e i suoi inganni, con John R. Searle, Torino: Einaudi, pp. 136
- 2018 Intorno agli unicorni. Supercazzole, ornitorinchi, ircocervi, Bologna: il Mulino, pp. 144
- 2018 Il capitale documediale. Prolegomeni, in Scienza Nuova. Ontologia della trasformazione digitale, Torino: Rosenberg&Sellier, pp. 11-120
- 2019 From Fountain to Moleskine, Brill Research Perspectives in Art and Law, 2/4, pp. 87
- 2019 Cinema and Ontology, with E. Terrone, Milano-Udine: Mimesis, pp. 200
- 2020, Umetnička dela kao osobe, with Migel Tamen, Miloš Ćipranić (prir.), Akademska knjiga – Institut za filozofiju i društvenu teoriju, Novi Sad – Beograd, 2020, str. 1–135. ISBN 978-86-80484-58-7 [Works of Art as Persons, Miloš Ćipranić (ed.), Akademska knjiga – Institut za filozofiju i društvenu teoriju, Novi Sad – Belgrade, 2020, pp. 1–135]
- 2021, Documanità. Filosofia del mondo nuovo, Roma-Bari: Laterza, pp. 418
  - (en) Doc-Humanity, Mohr Siebeck, pp. XXII, 343

- 2021, Unsere tolle Gegenwart, Notizen und Provokationen, Wien/Berlin: Turia + Kant, Federica Romanini and René Scheu (eds.), translated by Federica Romanini, with a foreword by René Scheu, pp. 209
- 2021, Controversia sull’essere. Un carteggio filosofico su scienza, etica, politica, religione, nella prospettiva della Documanità e del Materialismo esistenziale, con Paolo Flores d’Arcais, Torino: Rosenberg & Sellier
- 2021, Post-coronial Studies, Torino: Einaudi, pp. 136
- 2022, Agostino. Fare la verità, Bologna: il Mulino, pp. 200
- 2023, Filosofia delle sfide globali, in collaborazione con Chiara Fenoglio, Sanoma, pp. 80
- 2023, Tecnosofia. Umanesimo e tecnologia per una scienza nuova, con Guido Saracco, Roma-Bari: Laterza, pp. 185
- 2024, Hysteresis. The External World, Edinburgh: Edinburgh University Press, pp. 376
- 2024, Imparare a vivere, Roma-Bari: Laterza, pp. 152
- 2024, Webfare. A Manifesto for Digital Well-Being, Bielefeld: Transcript, pp. 111
- 2024, Progetto e strategia. Un dialogo con Maurizio Ferraris, di Edoardo Bruno, Bologna: DeriveApprodi, pp. 144

## Media e divulgazione
Maurizio Ferraris è responsabile scientifico del seguente manuale in tre volumi per le scuole superiori: 
- 2019 "Pensiero in movimento", Pearson

Libri in collana di quotidiani:
Oltre che diverse curatele e interventi per il "Caffè Filosofico" del settimanale l'Espresso (2009) e la collana "Capire la Filosofia" de la Repubblica si segnalano: 
- 2012 "Felicità. Cos'è la ricerca della felicità?", Roma, la Repubblica, venerdì 9 novembre, pp. 96
- 2012 "Libertà. Quando si è davvero liberi?", Roma, la Repubblica, sabato 10 novembre, pp. 96
- 2012 "Arte. Perché certe cose sono opere d'arte?", Roma, la Repubblica, venerdì 16 novembre, pp. 96
- 2012 "Male. È possibile vivere senza il male?", Roma, la Repubblica, sabato 17 novembre, pp. 96
- 2012 "Uguaglianza. C'è qualcuno più uguale degli altri?", Roma, la Repubblica, venerdì 23 novembre, pp. 95
- 2012 "Bellezza. C'è una regola del bello?", Roma, la Repubblica, sabato 24 novembre, pp. 95
- 2012 "Mente. La mente è soltanto il cervello?", Roma, la Repubblica, venerdì 30 novembre, pp. 95
- 2012 "Morale. C'è un solo modo giusto di vivere?", Roma, la Repubblica, sabato 1º dicembre, pp. 95
- 2012 "Potere. Perché si lotta per il potere?", Roma, la Repubblica, venerdì 7 dicembre, pp. 96
- 2012 "Pensiero. Che cosa significa pensare?", Roma, la Repubblica, sabato 8 dicembre, pp. 96
- 2012 "Violenza: La violenza è inevitabile?", Roma, la Repubblica, venerdì 14 dicembre, pp. 96
- 2012 "Passione: Chi decide, la ragione o la passione?", Roma, la Repubblica, sabato 15 dicembre, pp. 96
- 2012 "Senso: Che cosa ci manca quando diciamo che la vita non ha senso?", Roma, la Repubblica, venerdì 21 dicembre, pp. 96
- 2012 "Linguaggio: Si può pensare senza parole", Roma, la Repubblica, sabato 22 dicembre, pp. 96
- 2012 "Scienza: Che cosa sanno gli scienziati?", Roma, la Repubblica, venerdì 28 dicembre, pp. 96
- 2012 "Filosofia: A cosa servono i filosofi?", Roma, la Repubblica, sabato 29 dicembre, pp. 96

Dal settembre 2013 ha curato, oltre a partecipare con singoli interventi, la seconda serie del "Caffè Filosofico" di Repubblica curandone gli epiloghi.
Nel biennio 2012-2013 ha diretto e condotto tre serie del programma televisivo Zettel - Filosofia in movimento in onda su Rai Scuola. Nel 2015 e nel 2016 ha continuato tale lavoro nel programma televisivo "Lo stato dell'arte", in onda su RAI5. Ha condotto la rubrica di Rai cultura "Opera aperta", in onda sullo stesso canale.